# Ловец (Могилёвская область)
Ловец — деревня в составе Вендорожского сельсовета Могилёвского района Могилёвской области Республики Беларусь.

## Географическое положение
Ближайшие населённые пункты: Журавец-2, Вендорож, Масальщина.